# Maurits Frank
Maurits Frank (Rotterdam, 29 juli 1892 – Keulen, 3 mei 1959) was een Nederlands cellist en muziekpedagoog.
Hij was zoon van Keetje Gans en reiziger (verkoper aan de deur) Hartog Frank. Hij was al in 1894 halfwees door het overlijden van zijn moeder. Hijzelf trouwde in 1916 met de Hongaarse pianiste en harpiste Margaretha Louise (Luise) Juncker. Hij overleed in op 66-jarige leeftijd in zijn appartement in wijk Bayenthal. Zijn overlijden was landelijk nieuws in Nederland. 
Hij kreeg zijn opleiding van Oscar Eberle sr. aan het Rotterdams Conservatorium en van Isaäc Mossel aan het Conservatorium van Amsterdam. Hij rondde zijn studies af bij Pablo Casals. Even later was hij docent aan de muziekscholen in Haardt an der Weinstraße, Mannheim, de Akademie für Musik te Heidelberg (1911-1913) en het Hochsche Konservatorium in Frankfurt am Main. In 1913 ondernam hij een concertreis door Nederlands-Indië.
Hij speelde al op jonge leeftijd in strijkkwartetten met Paul Hindemith (Rebrer Kwartet en Amar Kwartet, 1921-1923) en samen met echtgenote en Licco Amar in het Amar-Frank Trio. 
Hij was enige jaren solocellist van de Weense Staatsopera (circa 1925-1927) en docent aan de Staatsacademie in Praag (circa 1927-1929). 
Bij de opkomst van Nazi-Duitsland (1933) vertrok hij terug naar Nederland en werd docent aan het Rotterdams Conservatorium van Jos Holthaus. In de periode 1945-1949 was hij cellist in het (mede) door hem zelf opgerichte Amsterdams Strijkkwartet (hij woonde tussen 1935 en 1955 regelmatig in Amsterdam). Vier jaar na de Tweede Wereldoorlog pakte hij de Duitse draad weer op en begon les te geven aan de Hochschule für Musik und Tanz Keulen. Ondertussen bleef hij cellist in kamermuziekensembles en solist bij orkesten. Zo was hij betrokken bij de première van Twee kleine stukken van Anton Webern (met Eduard Zuckmayer, kamermuziek) en het Celloconcert van vriend Paul Hindemith (solo bij orkest). In 1957 richtte hij het Rheinisches Kammerorrchester Köln op, waarin ook zijn leerling Gijs Beths zitting had. Hindemith droeg zijn Cellosonate opus 25, nr 3 aan hem op, Ernst Toch zijn celloconcert, opus 35.
Op muziekpedagogisch gebied gaf hij onder meer Tonleitern und Dreriklänge en Scales and arpeggios violoncello uit.
- Gemeinsame Normdatei: 134271505
- International Standard Name Identifier: 0000 0000 6158 0724
- Library of Congress Control Number: no2009097144
- Nederlandse Thesaurus van Auteursnamen: 369280105
- Virtual International Authority File: 18437286
- WorldCat: E39PBJxxgyJfrB7Vjffx3PxdQq